# Nigéria az 1960. évi nyári olimpiai játékokon
Nigéria az olaszországi Rómában megrendezett 1960. évi nyári olimpiai játékok egyik részt vevő nemzete volt. Az országot az olimpián 2 sportágban 12 sportoló képviselte, akik érmet nem szereztek.

## Atlétika
Férfi
| Versenyző                                                   | Versenyszám     | Előfutam | Előfutam | Negyeddöntő | Negyeddöntő | Elődöntő | Elődöntő | Döntő   | Döntő    |
| Versenyző                                                   | Versenyszám     | Idő      | Hely.    | Idő         | Hely.       | Idő      | Hely.    | Idő     | Helyezés |
| ----------------------------------------------------------- | --------------- | -------- | -------- | ----------- | ----------- | -------- | -------- | ------- | -------- |
| Jimmy Omagbemi                                              | 200 m           | 26,2     | 3.       | kiesett     | kiesett     | kiesett  | kiesett  | kiesett | kiesett  |
| Abdul Karim Amu                                             | 400 m           | 46,8     | 1.       | 46,6        | 3.          | 46,6     | 4.       | kiesett | kiesett  |
| Saka Oloko                                                  | 110 m gát       | 14,9     | 5.       | kiesett     | kiesett     | kiesett  | kiesett  | kiesett | kiesett  |
| Jimmy Omagbemi Abdul Karim Amu Smart Akraka Adebayo Oladapo | 4 × 100 m váltó | 40,1     | 2.       |             | kizárták    | kizárták | kiesett  | kiesett |          |

| Versenyző             | Versenyszám | Selejtező                | Selejtező                | Döntő    | Döntő    |
| Versenyző             | Versenyszám | Eredmény                 | Helyezés                 | Eredmény | Helyezés |
| --------------------- | ----------- | ------------------------ | ------------------------ | -------- | -------- |
| Samuel Igun           | Magasugrás  | 190 cm                   | 28.                      | kiesett  | kiesett  |
| Samuel Igun           | Hármasugrás | 14,74 m                  | 29.                      | kiesett  | kiesett  |
| Owen Okundaye         | Rúdugrás    | érvényes kísérlet nélkül | érvényes kísérlet nélkül | kiesett  | kiesett  |
| John Oladipo Oladitan | Távolugrás  | 738 cm                   | 15.                      | kiesett  | kiesett  |

## Ökölvívás
| Versenyző         | Versenyszám | Selejtező         | 32-es főtábla                                | Nyolcaddöntő              | Negyeddöntő       | Elődöntő          | Döntő             | Helyezés |
| Versenyző         | Versenyszám | Ellenfél Eredmény | Ellenfél Eredmény                            | Ellenfél Eredmény         | Ellenfél Eredmény | Ellenfél Eredmény | Ellenfél Eredmény | Helyezés |
| ----------------- | ----------- | ----------------- | -------------------------------------------- | ------------------------- | ----------------- | ----------------- | ----------------- | -------- |
| Karimu Young      | Légsúly     | erőnyerő          | Adam McLean (IRL) · 3-2                      | Tanabe Kijosi (JPN) · 1-4 | kiesett           | kiesett           | kiesett           | 9.       |
| Joseph Oboh Kalu  | Harmatsúly  | erőnyerő          | Alfonso Carbajo (ESP) · 0-5                  | kiesett                   | kiesett           | kiesett           | kiesett           | 17.      |
| Joe Okezie        | Pehelysúly  |                   | Szong Szuncshon (Song Sun-Cheon) (KOR) · 2-3 | kiesett                   | kiesett           | kiesett           | kiesett           | 17.      |
| Whitfield Moseley | Váltósúly   | erőnyerő          | Vasile Neagu (ROU) · 0-5                     | kiesett                   | kiesett           | kiesett           | kiesett           | 17.      |